# Flexible Use of Airspace
Flexible Use of Airspace (FUA) neboli Pružné využívání vzdušného prostoru je metodika pro řízení letového provozu, která byla vyvinuta z důvodu kombinace letů GAT (General Air Traffic) a letů OAT (Operational Air Traffic; nejčastěji vojenský provoz), tak aby byla udržena maximální bezpečnost a uspokojena poptávka po letových činnostech.
Probíhá na třech stupních:
- Strategické – plánovací mezirezortní komise ICASM tvoří nebo upravuje letové cesty a rozdělení vzdušného prostoru. Toto je zaneseno do leteckých map a předpisů.
- Předtaktické – plánování využití vzdušného prostoru na následující den pomocí zprávy AUP (Airspace Use Plan), která může být v den platnosti aktualizována zprávou UUP (Updated AUP). Šířeno mezi provozovateli pomocí sítě AFTN nebo je dostupné na internetu pro ČR.
- Taktické – vlastní aktivace v časových intervalech udaných ve zprávě AUP. Informace o aktivaci prostorů mohou piloti za letu žádat na FIC (Flight Information Centre) Praha Info E 136,175 MHz, Praha Info W 126,1 MHz, Praha Info Morava 136,275 MHz.